# Intimité
Intimité è un film del 1994 diretto da Dominik Moll.